# Pic du Midi d'Ossau
Pic du Midi d'Ossau (gasconsk Pic de Mieidia d'Aussau) er en markant bjergtop i den vestlige del af Pyrenæerne. Bjergets silhuet, der ligner en tand, og det, at det står helt for sig selv i horisonten, har gjort det let genkendeligt helt nede fra slettelandet i Aquitaine. Det har også gjort det til et symbol for landskabet Béarn og i særdeleshed for det Øvre Béarn.

## Geografi
Pic du Midi d'Ossau befinder sig tæt ved Pourtaletpasset øverst i Ossaudalen. Bjerget består af et sammensunket magmakammer (en caldera), der er omgivet af størknede lavastrømme og aflejringer af vulkansk aske.

## Eksterne links
- Historien om bestigelsen af bjerget Arkiveret 27. januar 2011 hos  Wayback Machine (fransk)
- Rundtur til søerne ved foden af Pic du Midi d'Ossau (fransk)
- Kort over ture ved Pic du Midi d'Ossau (fransk)
- Fotos og vandreture ved Pic du Midi d'Ossau (fransk)